# Сергей Айзенщайн
Сергей Михайлович Айзенщайн (на руски: Сергей Михайлович Эйзенштейн) е съветски кинорежисьор, художник, сценарист, педагог и кинотеоретик.
Най-известните негови филми са Броненосецът „Потьомкин“ и „Александър Невски“, които спадат към жанра на политическата пропаганда. Той повлиява значително на ранните кинотворци поради иновативния си начин на монтаж и написаните от него теоретични трудове. Заслужил деятел на изкуствата на РСФСР (1935 г), лауреат на две Сталински награди първа степен (1941 и 1946 г.), професор във Всеросийския държавен институт по кинематография на името на С. А. Герасимов, доктор по изкуствознание (1939 г.) и автор на фундаментални трудове по теория на кинематографията.

## Биография

### Произход и ранни години
Сергей Айзенщайн е роден на 22 януари (10 януари стар стил) 1898 година в Рига, Лифландска губерния, в сравнително заможно семейство от средната класа. Кръстен е на 14 февруари 1898 година в градската православна катедрала, като негова кръстница става баба му по майчина линия. Възпитан като православен, по-късно в живота си той става атеист.
Баща му Михаил Айзенщайн (1867 – 1920) е инженер и архитект, служител в държавната администрация и градски архитект на Рига, който достига до чин действителен статски съветник, което дава право на наследствено дворянско звание за него и децата му. Той произлиза от еврейско семейство на дребен търговец от Киевска губерния, но заради дискриминацията на евреите в Русия се стреми да се дистанцира от еврейския си произход, като още в гимназията приема православието, а по-късно променя изписването на фамилното си име от Айзенштейн на не толкова еврейски звучащото Эйзенштейн. Майката на Сергей, Юлия, е православна рускиня, дъщеря на заможния търговец от Тихвин Иван Конецки. Той ръководи параходна компания в Санкт Петербург, която след смъртта му през 1889 година е поета от съпругата му Ираида Конецкая.
Семейството на Айзенщайн живее охолно и просперира, има прислуга и приема в дома си други видни градски чиновници. Въпреки това, по-късно самият Айзенщайн описва детството си като „време на печал“. Родителите обичат Сергей, но прекалено заети със себе си, не му обръщат необходимото внимание. През 1906 година, по време на Първата руска революция, семейството заминава за Париж, където Сергий за пръв път гледа кино. След връщането им в Рига през 1908 година той постъпва в местно реално училище, по това време се учи също да свири на пиано и взима уроци по езда. По това време той учи английски, немски и френски, занимава се с фотография и рисуване на комикси и карикатури. Израства като послушно и добре възпитано момче.
Още през 1908 година родителите на Сергей Айзенщайн се разделят, като той остава с баща си в Рига, а майка му се връща в Санкт Петербург, където Сергей я посещава редовно по Великден и Коледа. След продължителна процедура родителите му се развеждат официално през пролетта на 1912 година.
През 1915 година Сергей завършва реалното училище и постъпва в Института за граждански инженери в Санкт Петербург, който е завършил и баща му.

### Ранна кариера

#### Революцията и Гражданската война
Февруарската революция през 1917 година заварва Айзенщайн като студент в Санкт Петербург, където той се включва в градските паравоенни милиции. Малко по-късно е мобилизиран в армията и става школник във военноинженерно училище, с части от което през есента е на отбранителни позиции в очакване на евентуално настъпление срещу града на привърженици на генерал Лавър Корнилов.
През януари 1918 година военното училище на Айзенщайн е разформировано и той се връща в Института за граждански инженери, но на 18 март се записва като доброволец в Червената армия. Зачислен е като техник във военностроителна част, която на 20 септември е прехвърлена във Вожега, Вологодска губерния, като част от Шеста армия. По време на престоя си там участва като режисьор, сценограф и актьор в любителска театрална група.
През следващите две години Сергей Айзенщайн служи със своята строителна част също в Двинск, Холм, Великие Луки, Полоцк, Смоленск, Минск. В Полоцк е поставен на разпореждане на театралната част на Политическия отдел на Западния фронт, а в Смоленск е на длъжност сценограф към нея. През 1920 година в Минск е повишен на ръководна позиция, заради постиженията си в пропагандната работа.
През този период Айзенщайн носи със себе си много книги и води дневници, в които описва пътуванията и театралната си дейност. По това време Сергей учи японски – научава около триста канджи йероглифа и се запознава с театъра кабуки, като по-късно тези занимания водят до пътуване до Япония. В автобиографията си той пише, че именно Гражданската война го насочва към изкуството и че без участието си в нея вероятно би продължил семейната традиция да стане инженер. В същото време войната прекъсва връзките му със семейството, като баща му емигрира в Германия и остава там до края на живота си.

#### Първи стъпки в киното
След демобилизацията, Сергай Айзенщайн и приятелите му от армията Павел Аренски и Леонид Никитин постъпват в курс по японски на Генералщабната академия. Освен дотогавашния му интерес към японската култура, Айзенщайн се записва в курса и заради желанието си да се премести в столицата, както и заради безплатната храна, която получават студентите в академията. Той пристига в Москва на 27 септември 1920 година и се установява в една стая със своя приятел от младежките години Максим Щраух. Малко по-късно се отказва от японския и става сценограф в Първи работнически театър към самодейната мрежа на „Пролеткулт“, включвайки се в модната по това време дейност по разрушаване на „старото изкуство“ и „революционизиране“ на театъра.
През 1921 година Айзенщайн, продължавайки да работи и за „Пролеткулт“, постъпва във водените от Всеволод Мейерхолд Държавни висши режисьорски работилници. Там той участва в постановката на „Мексиканец“ по книгата на Джек Лондон, като поема и режисьорски функции. След това поставя самостоятелно още няколко пиеси, сред които свободна интерпретация на „И най-мъдрият си е малко прост“ на Александър Островски.
През 1923 година Сергей Айзенщайн преработва класическата комедия на Островски в „монтаж от атракциони“, измислен от него жанр, който той разяснява в едноименна статия в списание „ЛЕФ“ – съчетаване на произволно избрани, но тематично свързани, „атракциони“, целящи да предизвикат у зрителя силно „чувствено въздействие“. Резултатът от това е, че от пиесата на Островски са запазени само имената на автора и персонажите, сцената е превърната в цирков манеж, а актьори танцуват по опънати над публиката въжета. Сред останалите „атракциони“ е и прожекцията на кратък филм, озаглавен „Дневникът на Глумов“ („Дневник Глумова“) – първият опит на Айзенщайн в киното, направен със съдействието на Дзига Вертов като инструктор.
Кариерата си в киното Айзенщайн започва с премонтирането на филма на Фриц Ланг „Доктор Мабузе, играчът“, като преработеният вариант излиза в Съветския съюз под заглавието „Позлатена гнилоч“ („Позолоченная гниль“). По това време премонтирането на чуждестранни филми в Съветския съюз е обичайна практика.
След този първи опит, със съдействието на „Пролеткулт“ Сергей Айзенщайн започва да планира филмов цикъл под надслов „От нелегалност към диктатура“ („От подполья к диктатуре“), който трябва да включва седем исторически филма за историята на болшевиките – по хронологичен ред на описваните събития те трябва да са: „Женева – Русия“ („Женева – Россия“), „Нелегалност“ („Подполье“), „1 май“ („1 мая“), „1905-а година“ („1905 год“), „Стачка“ („Стачка“), „Затвори, бунтове, бягства“ („Тюрьмы, бунты, побеги“) и „Октомври“ („Октябрь“). От този мащабен проект остава само частично реализиран, като първата му заснета част става филмът „Стачка“ („Стачка“), който излиза по екраните на 28 април 1925 година. В него начинаещият филмов режисьор прилага редица експериментални решения – сюжетът е изложен в поредица от стремящи се да предизвикат емоционални реакции „атракциони“, търсят се необичайни ракурси и монтажни решения. Критиката определя филма като революционен и новаторски, но някои коментатори критикуват прекалено усложнения и недостъпен за широката публика киноезик.

#### Международна известност
Все пак „Стачка“ е оценен като успех и режимът възлага на Айзенщайн заснемането на следваща част от поредицата – „1905-а година“, посветена на Революцията от 1905 година. Първоначалният сценарий на Нина Агаджанова-Шутко обхваща основните събития от периода – Руско-японската война, Кървавата неделя, стачките в Баку и Иваново-Вознесенск, вълненията по Черноморието до сблъсъците в Москва през декември. Тъй като филмът трябва да бъде завършен за наближаващата годишнина от революцията, по-голямата част от сценария отпада и Айзенщайн решава да се опита да предаде пропагандното послание като заснеме само бунта на броненосеца „Княз Потьомкин Таврический“. Снимките се провеждат в Одеса, на мястото на действителните събития на сушата и на стария броненосец „Дванадесет апостоли“, който по това време се използва като склад за боеприпаси.
Премиерата на филма, вече под заглавието „Броненосецът „Потьомкин“ („Броненосец Потёмкин“), става на 21 декември 1925 година в московския „Болшой театър“ като част от тържествена церемония, посветена на годишнината от революцията. На 18 януари 1926 година филмът е пуснат и в киномрежата. „Броненосецът „Потьомкин“ се превръща в големият пробив в кариерата на Сергей Айзенщайн. С новаторската си техника – ярки метафори, необичайни композиции на кадрите, ритъм на монтажа – той се превръща в сензация не само в Съветския съюз, но и по целия свят.
През 1927 година Айзенщайн започва работа по филм под заглавието „Генерална линия“, но я прекъсва, за да може по нареждане на правителството да се заеме, със своя ученик Григорий Александров и оператора Едуард Тисе, с друг пропаганден филм, който трябва да излезе за десетгодишнината от Октомврийската революция - „Октомври“ („Октябрь“). Както и с „Броненосецът „Потьомкин“ тръгва от широк обхват събития, цялата Революция от 1917 година и постепенно стеснява използвания материал. Както и преди, той се опитва с помощта на авангарден монтаж да изрази с езика на киното абстрактни понятия и художествени образи, но много от експериментите му остават неразбираеми за публиката и предизвикват дискусии в печата. Особени спорове предизвиква първият опит за представяне в киното на болшевишкия водач Владимир Ленин. Автори като Владимир Маяковски остро критикуват избора за ролята на работника Никандров, направен главно заради силната му външна прилика с Ленин. В същото време много критици и партийни функционери се изказват положително за филма.
След „Октомври“ Сергей Айзенщайн се връща към работата си по „Генерална линия“, мащабен пропаганден епос за политиката на болшевиките в селата, в който той продължава да прилага обичайните си художествени похвати. Филмът излиза по екраните на 7 ноември 1929 година под заглавие „Старо и ново“ („Старое и новое“).

### Пътуване в чужбина и завръщане в Съветския съюз
На 19 август 1929 година Айзенщайн, Александров и Тисе са командиравони в чужбина „за усвояване на звуковата кинотехника“. Те първо взимат участие в проведения между 3 и 7 септември в Сара, Швейцария, Международен конгрес на независимото кино. По време на конгреса участват в заснемането на пародиен късометражен филм за борбата между независимото и комерсиалното кино, озаглавен „Буря над Сара“. По това време Айзенщайн консултира Тисе, който снима като режисьор образователен филм за абортите. Във Франция Айзенщайн е художествен ръководител на експерименталния музикален филм на Григорий Александров „Сантиментален романс“, а в Берлин съдейства на начинаещия режисьор Михаил Дубсон да довърши филма си „Отровен газ“. Обиколката в Западна Европа на вече известния Айзенщайн е използвана за провеждане на пропагандни лекции в Цюрих, Берлин, Хамбург, Лондон, Кеймбридж, Антверпен, Амстердам, Брюксел, Париж.
През април 1930 година, Парамаунт Пикчърс му предлагат възможност да снима филм в Съединените щати. Той приема краткосрочен договор за 100 хиляди долара и пристига в Холивуд през май 1930 година. Но това споразумение се проваля. Особеният подход на Айзенщайн към киното се оказва несъвместим с по-стриктния и комерсиален начин за правене на филми в американските студия. Прекараното време на Запад карат вярната сталинистка филмова индустрия да гледа на Айзенщайн с подозрение. Той прекарва известно време в психиатрична болница в Кисловодск през юли 1933 година, привидно резултат от депресия заради невъзможността му да монтира снимките от Мексико, предадени от Синклер на холивудски монтажисти, които непоправимо променят негативите. Впоследствие е назначен на преподавателска позиция във филмовото училище в Москва (ВГИК), където през 1933 и 1934 е ръководител на курса по обучение по сценаристика. Айзенщайн се жени за режисьорката и писателка Вера Аташева (1900 – 1965) през 1934 година и остава женен за нея до смъртта си през 1948.
През 1935 той започва нов проект „Поляната на Бежин“, но и той страда от много проблеми: Айзенщайн едностранно решава да заснеме две версии – една за възрастна публика и една за деца; не успява да направи ясен план за снимките и снима филма мащабно, като резултат от които проектът нахвърля бюджета си и пропуска крайни срокове. Спасението за кариерата на Айзенщайн идва от Сталин. Той заема позицията, че катастрофата с „Поляната на Бежин“ и други проблеми в индустрията, не са свързани с начина на работа на Айзенщайн, а с изпълнителните продуценти, които не са го наблюдавали. Накрая виновен бива изкаран Борис Шумятски, изпълнителен продуцент от 1932 година, който през 1938 е уволнен, арестуван, осъден за предателство и застрелян.
На Айзенщайн бива даден „още един шанс“ и той избира от две предложения – задачата за филм за живота на Александър Невски, с музика от Сергей Прокофиев. Този път обаче му причисляват и съсценарист, който да направи завършен сценарий, професионални актьори за ролите и асистент-режисьор, за да ускори снимките. Резултатът е филм, който е приет добре в Съветския съюз и му спечелва Орденът на Ленин и Наградата на Сталин. Филмът бива очевидна алегория и предупреждение за струпващите се сили на Нацистка Германия. Той бива започнат, завършен и разпространяван в 1938 година и е не само първия филм на Айзенщайн от почти едно десетилетие, но и първия му звуков филм. Няколко месеца след пускането му, Сталин влиза в пакт с Адолф Хитлер и „Невски“ е незабавно спрян от прожектиране. Айзенщайн се връща към преподаването и му е дадена задача да режисира „Валкирия“ на Рихард Вагнер в Болшой театър. След избухването на войната с Германия през 1941, „Александър Невски“ е пуснат отново в кината и постига международен успех.

### Трилогията за Иван Грозни
Когато немската армия наближава Москва, Айзенщайн и много други кинотворци се евакуират в Алмати, където му идва идеята да направи филм за цар Иван IV. Айзенщайн поддържа връзка с Прокофиев от Алмати и той се присъединява към него през 1942 година. Прокофиев написва музиката за филма на Айзенщайн и режисьорът му връща услугата като проектира декорите за оперното представление по „Война и мир“, което Прокофиев разбработва.
Филмът на Айзенщайн „Иван Грозни, първа част“ показва руския цар Иван IV като национален герой и спечелва одобрението на Сталин (както и Наградата на Сталин), но продължението „Иван Грозни, втора част“ бива критикуван от различни ръководни органи и не е показван до 1958. Всички материали от още недовършения „Иван Грозни, трета част“ са конфискувани и повечето от тях унищожени.
Айзенщайн получава сърдечен удар по време на снимките на този филм и на 11 февруари 1948 година умира от друг удар на 50-годишна възраст. Погребан е в Москва.

### Последни години
На 2 февруари 1946 г. на бал в чест на носителите на Сталинската награда, Айзенщайн претърпява инфаркт на миокарда в Дома на киното. В болницата в Кремъл и по-късно в санаториума „Барвиха“ той започва да пише мемоарите си. На 23 ноември 1946 г. е награден с медал „За доблестен труд във Великата отечествена война на съветския народ“. На 19 юни 1947 г. Айзенщайн е назначен за ръководител на сектора на киното в Института по история на изкуството към Академията на науките на СССР. През този период той работи върху изследването „Патос“, поредица от есета „Хора от един и същ филм“, „Иван Грозни“, върху изследването „За стерео киното“ и се връща към статията за цвета в киното.
Умира от инфаркт в нощта на 10 срещу 11 февруари 1948 г. Погребан е в Москва на Новодевическото гробище.

## Личен живот
През 1934 г. в Съветския съюз Айзенщайн се жени за режисьора и сценариста Пера Аташева (родена Перла Моисеевна Фогелман). Има дебати за сексуалността на Айзенщайн, и филм, отразяващ хомосексуалността на Айзенщайн, срещаща трудности в Русия. Според филмовия критик Виталий Вулф, 10-годишното приятелство на Айзенщайн и Александров все още е обект на спекулации и клюки, въпреки че няма доказателства, че те са имали сексуална връзка. Самият Александров приема тези слухове спокойно: „Може би той беше увлечен по мен ... Никога не съм бил увлечен по него“. До края на живота си Айзенщайн вярва, че Александров го е предал, когато се жени за Орлова.
Айзенщайн признава своята асексуалност на своята близка приятелка Мари Сетон: „Тези, които казват, че съм хомосексуалист, грешат. Никога не съм забелязвал и не забелязвам това. Ако бях хомосексуален, щях да го кажа директно. Но цялата работа е в това, че никога не съм изпитвал хомосексуално влечение, дори към Гриша, въпреки факта, че имам някои бисексуални тенденции в интелектуалното измерение, като например Балзак или Зола“.

## Филмография
| Година | Заглавие на български     | Оригинално заглавие      | Бележки                                                               |
| ------ | ------------------------- | ------------------------ | --------------------------------------------------------------------- |
| 1923   | „Дневникът на Глумов“     | „Дневник Глумова“        |                                                                       |
| 1924   | „Стачка“                  | „Стачка“                 |                                                                       |
| 1925   | „Броненосецът „Потьомкин“ | „Броненосец Потёмкин“    |                                                                       |
| 1927   | „Октомври“                | „Октябрь“                |                                                                       |
| 1929   | „Старо и ново“            | „Старое и новое“         |                                                                       |
| 1935   | „Поляната на Бежин“       | „Бежин луг“              | Недовършен и унищожен                                                 |
| 1938   | „Александър Невски“       | „Александр Невский“      | Първият звуков филм на Айзенщайн                                      |
| 1944   | „Иван Грозни, първа част“ | „Иван Грозный 1-я серия“ |                                                                       |
| 1958   | „Иван Грозни, втора част“ | „Иван Грозный 2-я серия“ | Направен след първата част, но показан чак през 1958 заради цензурата |
| ----   | „Иван Грозни, трета част“ | „Иван Грозный 3-я серия“ | Недовършен и унищожен                                                 |